# Cosmarium subprotumidum
Cosmarium subprotumidum — вид діатомових водоростей роду Космаріум родини Desmidiaceae.

## Опис
Cosmarium subprotumidum — одноклітинна водорость. Її клітини мають слабко еліптичну, майже круглу форму і вирізняються характерним для десмідієвих радіальним двобічним перехватом, який надає їм половинчастого вигляду. Клітинна стінка гранульована, з городчастим контуром. Умовна верхівка клітини, що лежить на боці, протилежному радіальним перехватам, дещо приплюснута й рівна. Хлоропластів два, вони круглі й розташовані по одному в кожній з «половинок» клітини. Грануляція має форму приблизно трьох поздовжніх рядів гранул в центрі напівклітин і ряду радіальних рядів, пов'язаних з кожним з периферичних зубців

## Поширення та екологія
Cosmarium subprotumidum можна знайти у водоймах Європи. У Нідерландах цей вид звичайний, також відмічений на північному заході острова Велика Британія, однак в цьому регіоні нечисельний.
Зазвичай Cosmarium subprotumidum трапляється у мезотрофних водоймах з нейтральною реакцією води, проте, на відміну від більшості видів десмідієвих, може заселяти й водойми зі слабко лужними водами. Типовими біотопами цього виду є затоплені торф'яні кар'єри, болота, канави та ставки.